# Pacte Progressista d'Eivissa
El Pacte Progressista d'Eivissa (Pacto progresista de Ibiza) o Pacte Progressista (PACTE) fue una coalición formada en 1996 cuando el PSIB-PSOE, Els Verds, Esquerra Unida, Entendimiento Nacionalista y Ecologista de Ibiza (ENE), Esquerra Republicana de Catalunya (ERC) y un numeroso grupo de movimientos cívicos independientes de Ibiza y Formentera (las islas Pitiusas) se unió para aglutinar todo el voto de izquierda, en aquel momento dispersa entre estas diversas fuerzas. 
Este pacto formó una candidatura unitaria en forma de agrupación de electores. Ibiza y Formentera sólo elegían un senador a las Cortes españolas y aquella desunión de las fuerzas nacionalistas y de izquierda lo dejaban siempre en manos de los partidos de derechas. Obtuvo un gran éxito electoral al superar en 4.000 votos (un ocho por ciento) la candidatura del Partido Popular. 
Posteriormente, el 1999, el Pacto se presentó a las elecciones al Parlamento de las Islas Baleares, pero en este caso solo por Ibiza, puesto que en Formentera se presentaba la Coalició d'Organitzacions Progressistes de Formentera. Los resultados fueron muy favorables: el Pacto logró el gobierno del Consejo Insular de Ibiza y Formentera durante la legislatura 1999-2003 con Pilar Costa como presidenta, y la alcaldía del municipio de Ibiza. Asimismo sirvió para cambiar de color político el Gobierno de las Islas Baleares, materializado con la investidura como presidente de Francesc Antich (PSIB-PSOE). 
Durante la VI legislatura (2003-2007), el Partido Popular obtuvo la mayoría absoluta tanto en el Consejo Insular de Ibiza y Formentera como en el Parlamento Balear, desplazando al Pacto de las principales instituciones donde gobernaba. El Pacto Progresista sólo gobernó el ayuntamiento de la Ciudad de Ibiza con el socialista Xico Tarrés como alcalde. 
Para las elecciones al Parlamento de las Islas Baleares de 2007, el Pacto Progresista fue sustituido por la coalición electoral PSOE-Ibiza por el Cambio (ExC), nueva formación que contó con la adhesión de básicamente los mismos partidos que el Pacto (Alternativa Esquerra Unida, Els Verds, Entesa Nacionalista i Ecologista y Esquerra Republicana de Catalunya).